# شاباريل (نيومكسيكو)
شاباريل (بالإنجليزية: Chaparral CDP, New Mexico)‏ هي منطقة سكنية تقع بولاية نيومكسيكو في الولايات المتحدة. تبلغ مساحتها 153.4 كم2، وترتفع عن سطح البحر 1232 م، بلغ عدد سكانها 14,631 نسمة في عام 2010 حسب إحصاء مكتب تعداد الولايات المتحدة وتصل الكثافة السكانية فيها 95.4 نسمة لكل كيلومتر مربع (247.1/ميل2).

## التركيبة السكانية
حدّد مكتب تعداد الولايات المتحدة بيانات التركيبة السكانية لشاباريل في تعداد الولايات المتحدة. في ما يلي، التركيبة السكانية حسب تعدادي 2000 و2010.

### تعداد عام 2000
بلغ عدد سكان شاباريل 6,117 نسمة بحسب تعداد عام 2000، وبلغ عدد الأسر 1,837 أسرة وعدد العائلات 1,497 عائلة مقيمة في المنطقة السكنية. في حين سجلت الكثافة السكانية 39.9 نسمة لكل كيلومتر مربع (103.3/ميل2). وبلغ عدد الوحدات السكنية 2,134 وحدة بمتوسط كثافة قدره 13.9 لكل كيلومتر مربع (36.0/ميل2).
وتوزع التركيب العرقي للمنطقة السكنية بنسبة 70.69% من البيض و1.26% من الأمريكيين الأفارقة و1.29% من الأمريكيين الأصليين و0.43% من الأمريكيين ذوي الأصول الآسيوية و0.18% من سكان جزر المحيط الهادئ و21.38% من الأعراق الأخرى و4.77% من عرقين مختلطين أو أكثر و64.49% من الهسبانيون أو اللاتينيون من أي عرق.
بلغ عدد الأسر 1,837 أسرة كانت نسبة 54.3% منها لديها أطفال تحت سن الثامنة عشر تعيش معهم، وبلغت نسبة الأزواج القاطنين مع بعضهم البعض 62.6% من أصل المجموع الكلي للأسر، ونسبة 14.1% من الأسر كان لديها معيلات من الإناث دون وجود شريك، بينما كانت نسبة 4.8% من الأسر لديها معيلون من الذكور دون وجود شريكة وكانت نسبة 18.5% من غير العائلات. تألفت نسبة 15.6% من أصل جميع الأسر من عدة أفراد يعيشون في نفس المنزل ونسبة 5.2% كانت تتألف من شخص يعيش بمفرده يبلغ من العمر 65 عاماً أو أكثر. وبلغ متوسط حجم الأسرة المعيشية 3.32، أما متوسط حجم العائلات فبلغ 3.70.
بلغ العمر الوسطي للسكان 28.6 عاماً. وكانت نسبة 36.2% من القاطنين تحت سن الثامنة عشر، وكانت نسبة 8.9% بين الثامنة عشر والرابعة والعشرين عاماً، ونسبة 28.6% كانت واقعةً في الفئة العمرية ما بين الخامسة والعشرين والرابعة والأربعين عاماً، ونسبة 18.9% كانت ما بين الخامسة والأربعين والرابعة والستين، ونسبة 7.1% كانت ضمن فئة الخامسة والستين عاماً فما فوق. يوجد لكل 100 أنثى 101.6 ذكر، ويوجد لكل 100 أنثى في الثامنة عشر من عمرها فما فوق 95.8 ذكر.
بلغ متوسط دخل الأسرة في المنطقة السكنية 22,692 دولارًا، أما متوسط دخل العائلة فبلغ 26,153 دولارًا. وكان متوسط دخل الذكور 23,904 دولارًا مقابل 17,750 دولارًا للإناث. وسجل دخل الفرد الخاص بالمنطقة السكنية 10,033 دولارًا. وكانت نسبة 25.2% من العائلات ونسبة 31.3% من السكان تحت خط الفقر، وكان من هؤلاء نسبة 42.6% تحت سن الثامنة عشر ونسبة 24.8% في الخامسة والستين من العمر وما فوق.

### تعداد عام 2010
بلغ عدد سكان شاباريل 14,631 نسمة بحسب تعداد عام 2010، وبلغ عدد الأسر 4,222 أسرة وعدد العائلات 3,464 عائلة مقيمة في المنطقة السكنية. في حين سجلت الكثافة السكانية 95.4 نسمة لكل كيلومتر مربع (247.1/ميل2). وبلغ عدد الوحدات السكنية 4,654 وحدة بمتوسط كثافة قدره 30.3 لكل كيلومتر مربع (78.5/ميل2).
وتوزع التركيب العرقي للمنطقة السكنية بنسبة 58.54% من البيض و1.13% من الأمريكيين الأفارقة و0.74% من الأمريكيين الأصليين و0.17% من الأمريكيين ذوي الأصول الآسيوية و0.03% من سكان جزر المحيط الهادئ و36.29% من الأعراق الأخرى و3.10% من عرقين مختلطين أو أكثر و84.09% من الهسبانيون أو اللاتينيون من أي عرق.
بلغ عدد الأسر 4,222 أسرة كانت نسبة 53.4% منها لديها أطفال تحت سن الثامنة عشر تعيش معهم، وبلغت نسبة الأزواج القاطنين مع بعضهم البعض 57.7% من أصل المجموع الكلي للأسر، ونسبة 17.1% من الأسر كان لديها معيلات من الإناث دون وجود شريك، بينما كانت نسبة 7.2% من الأسر لديها معيلون من الذكور دون وجود شريكة وكانت نسبة 18% من غير العائلات. تألفت نسبة 15% من أصل جميع الأسر من عدة أفراد يعيشون في نفس المنزل ونسبة 5.4% كانت تتألف من شخص يعيش بمفرده يبلغ من العمر 65 عاماً أو أكثر. وبلغ متوسط حجم الأسرة المعيشية 3.46، أما متوسط حجم العائلات فبلغ 3.86.
بلغ العمر الوسطي للسكان 27.6 عاماً. وكانت نسبة 35.6% من القاطنين تحت سن الثامنة عشر، وكانت نسبة 11% بين الثامنة عشر والرابعة والعشرين عاماً، ونسبة 23.7% كانت واقعةً في الفئة العمرية ما بين الخامسة والعشرين والرابعة والأربعين عاماً، ونسبة 22.3% كانت ما بين الخامسة والأربعين والرابعة والستين، ونسبة 7.4% كانت ضمن فئة الخامسة والستين عاماً فما فوق. وتوزع التركيب الجنسي للسكان بنسبة 49.3% ذكور و50.7% إناث.